# Eutryonia monstrifer
Eutryonia monstrifer är en insektsart som beskrevs av Walker. Eutryonia monstrifer ingår i släktet Eutryonia och familjen hornstritar. Inga underarter finns listade i Catalogue of Life.